# 남서항공방면대
남서항공방면대(南西航空方面隊 난세이코쿠호멘타이[*], 영어: Southwestern Air Defense Force (SWADF))는 나하 기지에 주둔하며 난세이 제도의 방공을 맡고 있는 항공자위대의 지역사령부이다.

## 부대
1972년 5월 15일에 주류큐 미군의 철수와 미국의 오키나와 제도 반환에 따라 임시 나하 시설관리대가, 8월 1일에 임시 나하 파견대가 창설되었다. 두달 뒤, 10월 11일은 임시 나하 파견대는 해체되고, 나하 기지대, 나하 구조대, 제83항공대, 오키나와 항공경계관제대, 나하 관제대, 나하 기상대, 나하 경무분견대가 서부항공방면대 소속 임시 부대로 창설되었다.
1972년 11월 10일에 제83항공대에 F-104J 전투기를 운용하는 제207비행대가 전속하였다.
1973년 2월 15일에 각각 나하, 지넨, 온난에 훈련대를 둔 고사훈련대가 창설되었다. 10월 16일, 서부항공방면대를 대신하여 난세이 제도에 있는 모든 부대를 통솔할 "남서항공혼성단"이 창설되고, 고사훈련대가 제5고사군으로 재편성되었다.
1973년 10월 16일, 오키나와 항공경계관제대가 남서항공경계관제대로 임시부대에서 정식부대로 재편성되었다.
1984년 10월 25일, 나하 기지대가 해체되었다.
1985년 1월 29일, 남서항공음악대가 나하 기지에서 창설되었다.
2016년 1월 31일, 제83항공대에 두 개 비행대 체제로 바뀜에 따라 제9항공단으로 재편성되었다.
2017년 7월 1일, 남서항공방면대로 부대가 승격되었고, 그에 따라 남서항공경계관제대도 단급 부대로 재편성되었다.
- 제9항공단, 나하 기지
- 제8항공단, 나하 기지
- 남서항공경계관제단, 나하 기지
- 제5고사군, 가스가 기지
- 남서항공시설대, 나하 기지
  - 작업대
- 서부항공음악대, 나하 기지

## 계보
- 1973년 10월 16일, 南西航空混成団→남서항공혼성단
- 2017년 7월 1일, 南西航空方面隊→남서항공방면대

## 참고
1. ↑  “音楽隊の歴史”. 《航空中央音楽隊》 (일본어). 2021년 1월 9일에 확인함.
2. ↑  조준형 (2016년 1월 31일). “日, 中과 갈등하는 센카쿠 방어에 F-15 증강배치…새 부대 발족”. 연합뉴스. 2016년 1월 31일에 확인함.
3. ↑  “南西防衛体制を強化、那覇に「第９航空団」新設　１月３１日から” (일본어). 산케이 신문. 2016년 1월 26일. 2016년 1월 31일에 확인함.
4. ↑  “航空自衛隊、7月1日に南西航空混成団を「南西航空方面隊」へ新編” (일본어). FlyTeam. 2017년 7월 2일. 2017년 7월 2일에 확인함.